# Flicorno contralto
Il flicorno contralto (detto anche genis, clavicorno in mi bemolle orsicorno o trombonino) è uno strumento musicale, intonato in Mi♭ appartenente alla famiglia degli ottoni e della sottofamiglia dei flicorni. Nei paesi di lingua anglosassone viene chiamato "Tenor horn (in Eb)" (negli Stati Uniti viene però chiamato "Alto horn").
Come struttura assomiglia molto al corno, ed è costruito sia in assetto orizzontale sia verticale. Il suo suono assomiglia molto a quello del flicorno tenore, pur essendo molto più leggero.

## Utilizzo
L'uso del flicorno contralto è principalmente bandistico, ma è ormai usato di rado in favore del corno, strumenti ai quali (assieme al trombone) viene affidato il tipico accompagnamento in levare delle marce. In realtà il flicorno contralto in Mib è, come molti altri strumenti, desueto in Italia ma molto usato all'estero, ad esempio nelle "brass band" anglosassoni (con il nome di "tenor horn" o "alto horn"). Veniva spesso suonato anche nel jazz.

## Riferimenti nella cultura di massa
Il flicorno contralto è citato con il nome di genis nel romanzo Il pendolo di Foucault di Umberto Eco: uno dei protagonisti, in gioventù, è un suonatore di genis ma ambisce suonare la tromba nella banda per poter suonare in piedi la fanfara introduttiva di una marcia e fare così colpo su una certa ragazzina:
(Umberto Eco, Il pendolo di Foucault)
Con lo stesso nome è citato più volte nel romanzo Almeno il cappello di Andrea Vitali.